# Locomotiva FS 817
La locomotiva FS gruppo 817 era un tipo di locotender a vapore reimmatricolata nel parco delle Ferrovie dello Stato dopo il riscatto della ferrovia Alessandria-Ovada nel 1913.

## Storia
Nel 1907, in occasione dell'apertura della ferrovia Alessandria-Ovada, la Società Veneta, esercente della linea per conto della concessionaria Società per la ferrovia Alessandria-Ovada (SAO), fece costruire dalla Henschel & Sohn di Kassel 4 locotender di rodiggio C, che assunsero i numeri da 1 a 4. Tre unità analoghe, numerate da 5 a 7, vennero costruite per la Società Veneta dalla Henschel nel biennio 1910-1911 per l'esercizio sulle linee sociali (principalmente Carnia-Villa Santina, Adria-Mestre e sul nodo di Bologna); rinumerate come gruppo 34, furono demolite entro il 1968.
Nel 1913, con il riscatto della linea Alessandria-Ovada da parte delle Ferrovie dello Stato, le macchine 1 ÷ 4 vennero immatricolate nel gruppo 817 FS, con numeri 8171 ÷ 8174. In seguito all'immissione di macchine più moderne le 817 vennero destinate alla manovra negli scali di Domodossola e di Gallarate. Vennero radiate dal servizio tra il 1929 e il 1932: le unità 817.001 e 002 furono cedute alla SEFTA (la locomotiva FS 817.002, ex SEFTA 2 "Fabrizi", venne venduta nel 1962-1963 all'IMA di Genova, rientrando poi nel 1969 nelle FS con matricola 830.005, ma accantonata ed infine demolita a Novi San Bovo nei primi anni 1970), la 003 fu inviata alle Officine di Pietrarsa per il servizio interno, mentre la 004 venne acquistata dalla Edison per le manovre tra la stazione di Bovisa FNM e la vicina Officina del Gas.

## Caratteristiche
La locotender aveva la classica configurazione a 3 assi accoppiati; il modello era studiato per ferrovie secondarie e concesse ad armamento leggero. Era a vapore saturo e semplice espansione, a 2 cilindri esterni e con distribuzione a cassetto. La massa complessiva a pieno carico era di 40,3 tonnellate tutte aderenti.
Raggiungevano una velocità massima di 45 km/h sviluppando una potenza continuativa, a 30 km/h, di 272 kW. La capacità delle casse d'acqua era di 5 m³ mentre le scorte di carbone erano di 1.500 kg.